# Кълъраш (окръг)
Вижте пояснителната страница за други значения на Кълъраш.
Окръг Кълъраш или Калараш (на румънски: Călăraşi – Кълъраши) e окръг на Румъния, намиращ се във физико-географската област Мунтения.

## География
Граничи с окръзите: на изток с Констанца, на запад с Илфов (северозапад) и Гюргево (югозапад), на север с Яломица, както и с Област Силистра на юг. Територията на окръга, заемаща 5088 км², е разположена в южната част на Бъръганската равнина. Населението му е 280 099 души (по приблизителна оценка от януари 2020 г.).
Градове: Кълъраш, Олтеница, Будещ, Лехлиу Гара, Фундуля.
Хидрография
Окръг Кълъраш лежи в хидрографския басейн на р. Дунав – главната водна артерия в окръга. Други големи реки са: Арджеш, която се влива в Дунав при гр. Олтеница; Дъмбовица, която се влива в Арджеш при Будещ и образуващата поредица от езера Мостищя, която се влива в Дунав при Мънъстиря. При Кълъраш, река Дунав се разделя на два ръкава: Стария Дунав и Борча, на чийто бряг се намира Кълъраш, като между ръкавите има множество блата и езера. Най-важните езера на окръга са Мостищя, Гълъцуй и Кълъраш.
Релеф
Релефът на окръга е основно равнинен, като долините и хълмовете преобладават най-вече на територията заключена между р. Арджеш на изток, границата на окръга на запад, и север и Дунав на юг.

## Население
При преброяването от 2002 г. населението на окръга Кълъраш е 324 617 жители, с гъстота 64 ж./км². Над 95% от жителите са румънци. Циганите са на следващото място, представлявайки приблизително 5% от общия брой на жителите.

### Българи
Броят на българите в окръга се оценява на около 24,5 хил. души.

## Икономика
Главните социално-икономически центрове на окръга са: Кълъраш (най-големият финансов, социален, културен и административен център), Олтеница и Лехлиу Гара. Кълърашката икономика претърпя сериозен спад между 1989 и 2000 г., вследствие на фалита на двете основни индустриални единици на окръга (предприятията „Навол“-Олтеница и „Сидера“-Кълъраш). Между 2000 и 2005 г. кълърашката икономика ce стабилизира, най-вече заради износа на работна ръка в Италия и Испания и новопостроените фабрики за конфекция. След 2005 г. кълърашката икономика е в растеж и големи инвеститори разкриват нови работни места („Сан-Гобен“ и „Рампли“ в Кълъраш и „Мартифер“ в Лехлиу Гара). Сериозни външни инвестиции постъпат в Кълъраш, Лехлиу Гара и Будещ.